# Jozef Gregor-Tajovský
Jozef Gregor Tajovský, vlatním jménem Jozef Alojz Gregor (pseudonymy Gregor Tajovský, Greško, Grigorievič, Izäslav, Jano z Dohnian, Jozef Slovák, Kaprál, M. Žiarsky, Podsokolovský, Prepáčte a jiné); (18. října 1874, Tajov, Uhersko – 20. května 1940, Bratislava) byl slovenský spisovatel-prozaik, dramatik a básník.

## Život

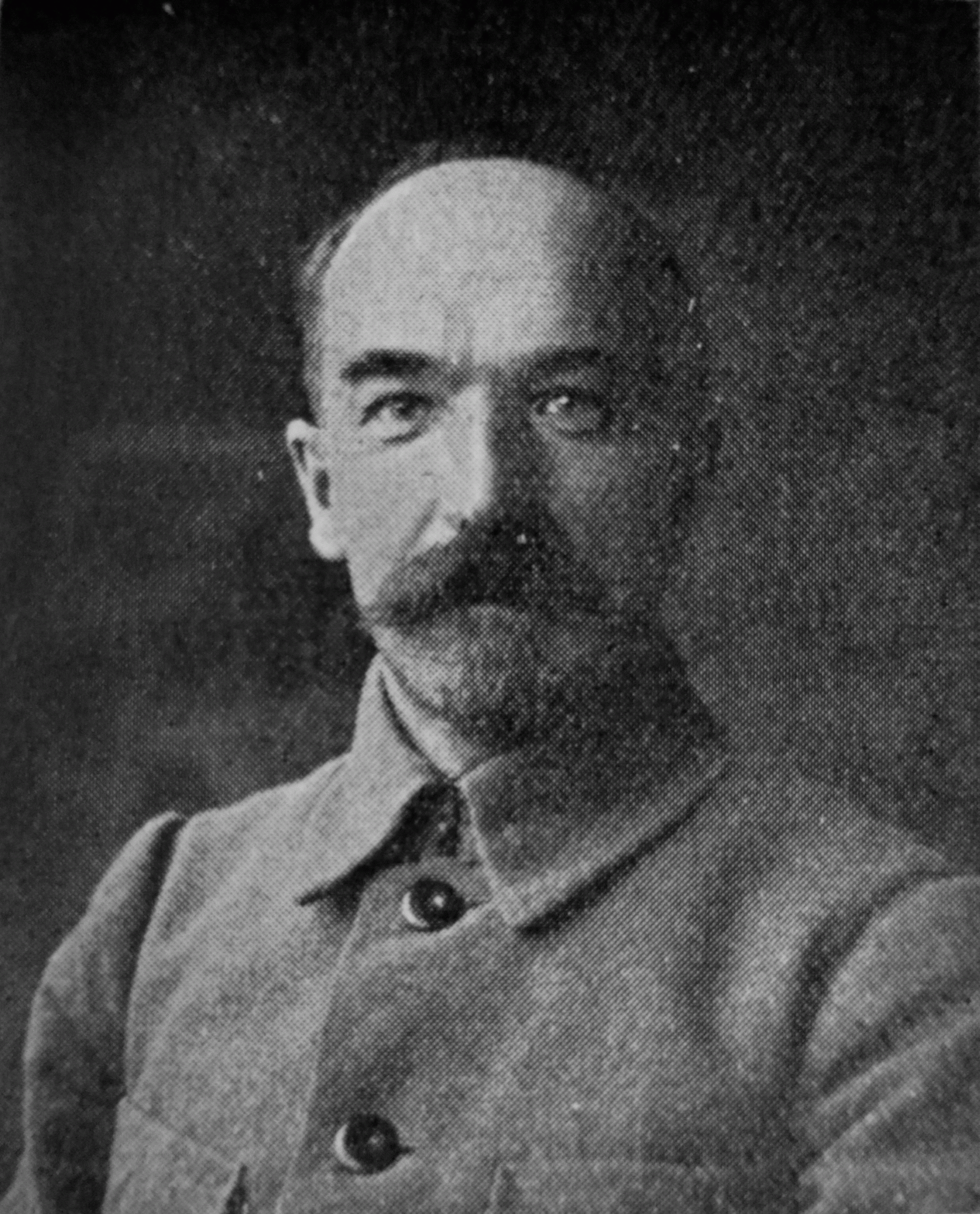
Jozef Gregor Tajovský na ruské frontě

Narodil se v početné rodině řemeslníka, ale své dětství strávil u dědečka. Vzdělání získal v rodném Tajově, později v Banské Bystrici a na učitelském ústavu v Kláštore pod Znievem. Pracoval jako učitel na různých místech Slovenska. Vystřídal mnoho učitelských míst, protože se většinou neshodl s vrchností, ať už církevní nebo státní, pro své národní přesvědčení. Nakonec odešel znovu studovat, tentokrát do Prahy na obchodní akademii, kde jeho studium finančně podporovala Českoslovanská jednota. Po studiu nastoupil do Vesnické lidové banky, později do Tatrabanky, ale současně pracoval i ve slovenských Lidových novinách. V roce 1907 se oženil s Hanou Lilgovou, která se stala v literárním světě známou pod jménem po manželovi jako Hana Gregorová. Tajovský se v roce 1912 stal tajemníkem Slovenské národní strany v Martině, ale v období 1. světové války se stal redaktorem Národného hlásnika. V roce 1915 byl povolán k vojsku a odvelen na ruskou frontu, ale zběhl do ruského zajetí. V Bobrujsku v roce 1917 vstoupil do československých legií, bojoval s nimi proti nastupující moci sovětů, byl redaktorem československých Hlasů v Kyjevě, od roku 1919 redigoval časopis Slovenské hlasy, po válce se vrátil na Slovensko (1920). Po krátkém pobytu v Martině se usadil v Bratislavě, kde byl přednostou legionářské kanceláře. V roce 1925 byl penzionován. V Bratislavě žil a tvořil až do smrti. Spolu s manželkou se stal podporovatelem chudých začínajících autorů. Pochován je v Tajově.
Velká část života prozaika a dramatika Jozefa Gregora Tajovského je spojená s rodným Tajovem, s Banskou Bystricou a s obcemi v jejím okolí: Pohorelá, Lopej, Horná Lehota, Podlavice. Citově přilnul zejména k Tajovu, ke kterému se vracel po celý život. V Banské Bystrici navštěvoval měšťanskou školu.
Zde se započalo jeho národní uvědomění, v tomto městě vedl v roce 1891 prvomájovou demonstraci banskobystrických proletářů. Sem se vrátil jako absolvent učitelského ústavu v Kláštore pod Znievem, aby zde učil krátkou dobu, necelý rok (1893–1894). Potom putoval jako učitel v uvedených i dalších obcích až do roku 1898, když pro neshody se školní a církevní maďarizační vrchností odešel ze školních služeb, přešel na obchodní akademii do Prahy a už se k pedagogické práci nevrátil. K rodnému kraji projevoval lásku a příchylnost po celý svůj život. Dokázal to i tím, že se dal pochovat na tajovském hřbitově, jak si to přála i jeho manželka spisovatelka Hana Gregorová.

## Přínos pro literaturu

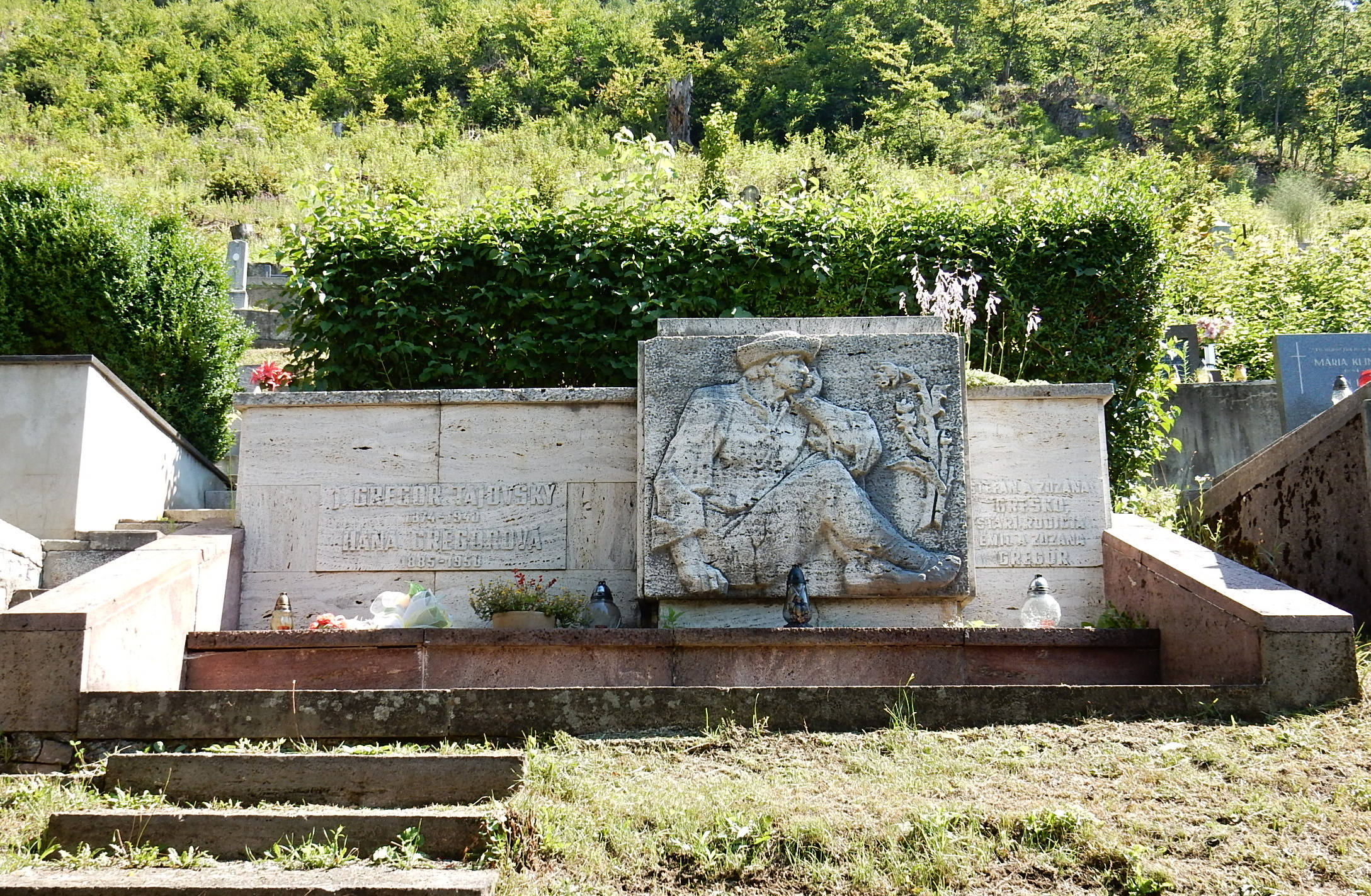
Hrob J. Gregora-Tajovského a Hany Gregorové v Tajove

Slovenská kultura má v Jozefovi Gregorovi Tajovském svého významného realistického spisovatele. Od vstupu do literárního života nacházel cestu k slovenskému lidu, k jeho kultuře, s velkou pozorností si všímal jeho života, odkrýval jeho mravní hodnoty, ale i otevřeně psal o nectnostech a bídě, které slovenský lid, ať z viny cizích či vlastních panských vrstev, nebo i z viny jednotlivců, stíhaly. A těch běd nebylo málo. Patřilo k nim opilství, honba za majetkem, popanšťování, pasivita, národní vlažnost. Navzdory tomu dával Tajovský najevo, že chudí lidé jsou mravnější jako bohatí, že jsou „tajnými boháči“, umí se rozhodovat pro lidské dobro. Tajovský vytvořil nezapomenutelné postavy slovenského lidového života: starého dědu ve vzpomínkové próze Do konca, ubohého sluhu Maca Mlieča, statečnou Mamku Pôstkovú, obětavou matku v próze Horký chlieb, do krajní nouze zahnaného vesnického bednáře z črty Na chlieb. Současně Tajovský zjistil, že existuje společenské napětí, že z lidu vyrůstají postavy odporující sociální nespravedlnosti. Uměl zachytit realitu nejen pravdivě a kriticky, ale i se smyslem pro humorné situace. Byl autorem úsměvných postojů, ale i autorem krátkých textů o vážných mravních a společenských konfliktech, dramatik slovenských národních dějin, spisovatel kárající, ale vždy laskavý i ve slovech varovných.
Jozef Gregor Tajovský vroucně miloval svůj rodný kraj, Slovensko a jeho lid, měl dobrý vztah k bratrskému českému národu, byl účastníkem boje za vznik společného československého státu, jako slovenský vlastenec odmítl slovenský nacionalismus a fašismus.
Jako prozaik patří k vedoucím představitelům druhé vlny slovenského literárního realismu, přičemž velký důraz kladl na sociální témata; jako dramatik je zakladatelem slovenského realistického dramatu. Jeho díla jsou spojena s aktuálními politickými a sociálními problémy, přičemž kromě kritiky využíval často i humorné ladění příběhů. Ty zasazoval zejména do vesnického či maloměstského prostředí, kde vynikla jeho schopnost humorného popisu prostých lidí a jejich každodenních problémů, ale také vyzdvihuje potřebu jejich nápravy. Hojně využívá všechny aspekty lidového jazyka. V jeho tvorbě dominuje povídka, drama, měně psal črty, fejetony a novely. Příležitostně psal i medailóny nebo nekrology, ale i politické články.

## Dílo
- Seznam děl v Souborném katalogu ČR, jejichž autorem nebo tématem je Jozef Gregor-Tajovský

### Próza
- 1893 – Na mylných cestách, prozaický debut
- 1896 – Čarodejné drevo
- 1896 – Starého otca rozpomienky
- 1896 / 1900 – Rozprávky pre ľud
- 1897 – Ferko
- 1897 – Rozpomienka
- 1897 – Omrvinky
- 1897 – Z dediny
- 1898 – Jastraby
- 1900 – Rozprávky
- 1901 – Úžerník a iné články
- 1902 – Mládenci
- 1903 – Maco Mlieč
- 1903 – Apoliena
- 1904 – Nové časy
- 1904 – Besednice
- 1907 – Smutné nôty
- 1908 – Mamka Pôstková
- 1909 – Horký chlieb
- 1909 – Na chlieb
- 1909 – Mišo
- 1910 – Umrel Tomášik
- 1910 – Lacná kúpa a predsa draho padla!
- 1910 – Spod kosy
- 1911 – Tŕpky
- 1911 – Jano Mráz
- 1911 – Kosec Môcik
- 1912 – Slovenské obrázky
- 1914 – Výklad programu Slovenskej národnej strany
- 1918 – Malý slovenský zemepis, dílo napsané v ruském zajetí
- 1919 – Prvý máj
- 1919 – Rozprávky z Ruska, próza s válečnou tematikou
- 1920 – Na front a iné rozprávky
- 1920 – Rozprávky o československých légiách v Rusku

### Dramata
- 1896 – Anička, divadelní hra (nepublikovaná)
- 1898 – Sľuby, divadelní hra
- 1898 – Konačka, divadelní hra (nepublikovaná)
- 1898 – Jej budúci, divadelní hra (nepublikovaná)
- 1899 – Námluvy, divadelní hra (nepublikovaná)
- 1900 – Ženský zákon, divadelní hra
- 1901 – Nový život, drama
- 1903 – Medveď, drama
- 1906 – Matka, aktovka
- 1909 – Statky-zmätky, divadelní hra
- 1911 – V službe, divadelní hra
- 1911 – Hriech, drama
- 1912 – Tma, aktovka (původní název Medzník, vydáno v roce 1907)
- 1915 – Tragik z prinútenia, drama
- 1915 – Jubileum, drama
- 1922 – Sova Zuza, loutková hra (Slovenské pohľady)
- 1923 – Smrť Ďurka Langsfelda, historická divadelní hra
- 1930 – Jej prvý román, komedie
- 1934 – Blúznivci, historická divadelní hra
- 1934/1935 – Sokolská rodina, veselohra (dosud nebyla uvedena)
- 1938 – Hrdina, historická divadelní hra

### Sebrané spisy
- 1920–1923 – Zv. 1-11.
- 1928–1934 – Spisy zv. 1-15.
- 1953–1958 – Dílo 1-6.

### Výběry
- 1936 – Výber z rozprávok
- 1951 – Do konca
- 1953 – Výber z diela
- 1953 – Žliebky
- 1954 – Apoliena
- 1954 – Stratená statočnosť a iné rozprávky
- 1959 – Prvé hodinky a iné rozprávky
- 1960 – Horký chlieb a iné poviedky
- 1965 – Tajný boháči
- 1972 – Pastierča
- 1973 – Statky-zmätky a iné

### Publicistika
- 1914 – Výklad programu Slovenskej národnej strany
- 1917–1918 – Vojna a mier
- 1918, 1919 – Malý kultúrny zemepis Slovenska 1-2.
- 1919 – O samospráve Slovenska
- 1919 – Malý kultúrny zemepis východného Slovenska
- Při mobilizaci československé armády na podzim roku 1938 měl VIII. sbor krycí název „Tajovský“.

## Dílo v elektronické podobě
- Na front a iné rozprávky. Turčiansky sv. Martin : Svetová knižnica, 1920. 63 s. – dostupné v Digitální knihovně UKB
- Rozprávky o československých legiach v Rusku. Bratislava : Comenius, 1920. 276 s. – dostupné v Digitální knihovně UKB